# Вестињано (Мачерата)
Вестињано је насеље у Италији у округу Мачерата, региону Марке.
Према процени из 2011. у насељу је живело 31 становника. Насеље се налази на надморској висини од 492 м.